# Malas costumbres
Malas costumbres es el cuarto disco de Cadena Perpetua. Sus tres cortes de difusión ("Desde el Infierno", "Sigo Acá" y "De Mas") le otorgaron a la banda un éxito moderado. Posteriormente firman con el sello Tocka Discos (perteneciente a Sony BMG) y Malas Costumbres es relanzado junto con sus álbumes anteriores.

## Lista de temas
1. Malas costumbres
2. Emigrar
3. I wanna destroy you
4. Sigo acá
5. Secretaria de turismo
6. Desde el infierno
7. Inolvidable
8. Imperialista
9. De más
10. Yo, el mal
11. Canción infantil
12. ¿Por qué parar?
13. Diferencias
14. ¿Te acordarás de mí?
15. Los chicos lloran
16. 18 hs.
17. Panorama

## Ficha técnica
- Hernán Valente: Guitarra y voz
- Eduardo Graziadei: Bajo y coros (voz principal en "18 hs.")
- Damián Biscotti: Batería

- Grabado entre marzo y junio de 2003 en los estudios "Del Abasto al Pasto".
- Producción artística: Ezequiel Araujo y Cadena Perpetua.
- Mezclado por Ezequiel Araujo, Excepto tracks 5 y 12 por Gabriel Ruiz Diaz.
- Ingeniero de grabación: Ezequiel Araujo
- Masterizado en "Mister Master" por Eduardo Bergallo.

- Datos: Q5573074